# Schloßberg (Percha)
Der Schloßberg ist ein 656 m hoher Berg im Bayerischen Alpenvorland nördlichöstlich des Starnberger Sees.
Auf dem Berg befindet sich der Burgstall Schloßberg aus dem Hoch- oder Spätmittelalter.
An dessen Ostseite das Naturdenkmal Waldweiher.

## Galerie

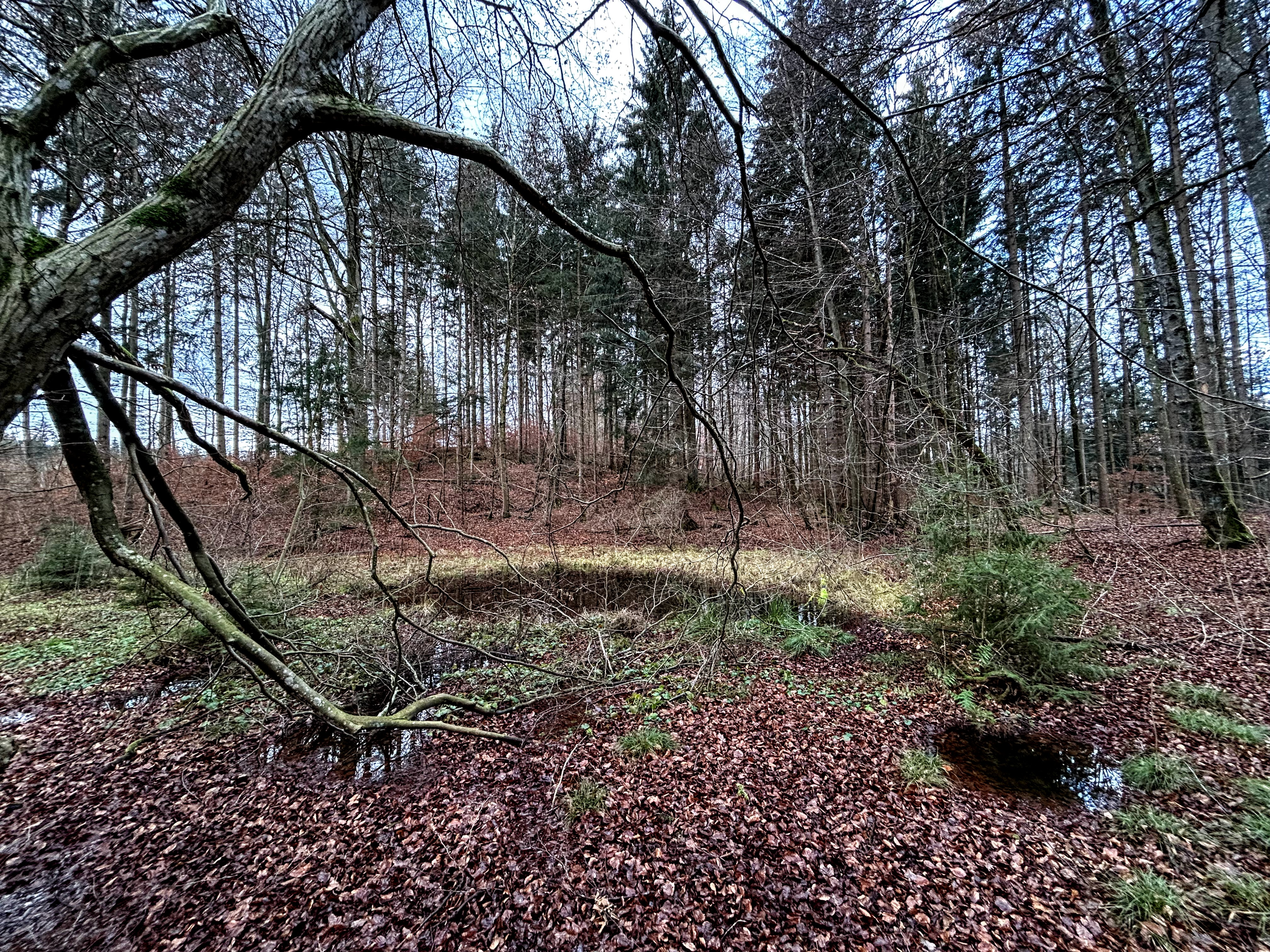
Naturdenkmal „Waldweiher“ am Schloßberg